# Krysy z temnot
Krysy z temnot (Les Gaspards, tj. Krysy v argotu) je francouzsko-belgický hraný film z roku 1973. Jde o satiricko-parodickou komedii, kterou režíroval Pierre Tchernia podle vlastního scénáře. Film popisuje osudy lidí, kteří žijí v podzemí francouzského hlavního města Paříže a svérázným způsobem protestují proti jeho neuváženému a nepromyšlenému rozvoji.

## Děj
Jean-Paul Rondin je pařížský knihkupec v Latinské čtvrti u Pantheonu. Je nespokojený, protože se jeho obchod nachází u staveniště během rozsáhlé renovace Paříže, kterou nařídil ministr veřejných prací. Ve městě se zároveň začínají ztrácet lidé a jednoho večera se domů nevrátí i Rondinova dcera. Knihkupec jde její zmizení ohlásit na komisařství, ale policejní komisař Lalatte se domnívá, že se jedná o útěk. Proto se rozhodne pátrat v podzemí Paříže na vlastní pěst. Teprve když se ztratí skupina turistů v katakombách, začne pátrat i komisař Lalatte. Začínají se rovněž ztrácet i předměty z muzeí a potraviny ze sklepů obchodníků v zdejší čtvrti. Knihkupec i komisař objeví v podzemí žijící skupinu, kterou vede Gaspard de Montfermeil, kteří jsou rozhodnuti zastavit stavební práce ministra.

## Kontext doby
Megalomanské projekty, které ve filmové Paříži vznikají (zabetonování Seiny, mrakodrapy u katedrály Notre-Dame apod.) mají reálný předobraz ve stavebních pracích, které probíhaly za prezidenta Georgese Pompidoua. Jednalo se o pokračování projektů z dob jeho předchůdce Charlese de Gaulla jako dobudování městského obchvatu, rozšíření čtvrti La Défense a nově výstavbu rychlostní silnice Voie Georges-Pompidou na nábřeží Seiny, mrakodrapu tour Montparnasse a zboření Halles de Paris. V roce 1974 vzniklo Ekologicko-politické hnutí (Mouvement d'écologie politique), které sdružovalo ekologické asociace (zaniklo roku 1984), a které se stavělo proti těmto výrazným zásahům do struktury města.

## Obsazení
| Michel Serrault  | Jean-Paul Rondin           |
| Chantal Goya     | Marie-Hélène, jeho dcera   |
| Philippe Noiret  | Gaspard de Montfermeil     |
| Michel Galabru   | komisař Lalatte            |
| Annie Cordy      | Ginette Lalatte, jeho žena |
| Charles Denner   | ministr veřejných prací    |
| Gérard Depardieu | pošťák                     |

## Ocenění
- Saturn Awards za nejlepší fantastický film